# 塞雷斯科鎮區 (明尼蘇達州布盧厄斯縣)
塞雷斯科鎮區（英語：Ceresco Township）是位於美國明尼蘇達州布盧厄斯縣的一個行政鎮區。

## 地方資料
塞雷斯科鎮區的面積為93.00平方千米，當中陸地面積為92.80平方千米，而水域面積為0.20平方千米。根據2020年美國人口普查的數據，當地共有人口181人，而人口密度為每平方千米1.95人。